# Cay Wilhelm von Ahlefeldt
Cay (Cai) Wilhelm von Ahlefeldt (* 3. Februar 1753; † 28. September 1838) war Propst des Damenstifts Kloster Preetz, Geheimer Konferenzrat, Kammerherr und Träger des Großkreuzes vom Danebrog-Orden.

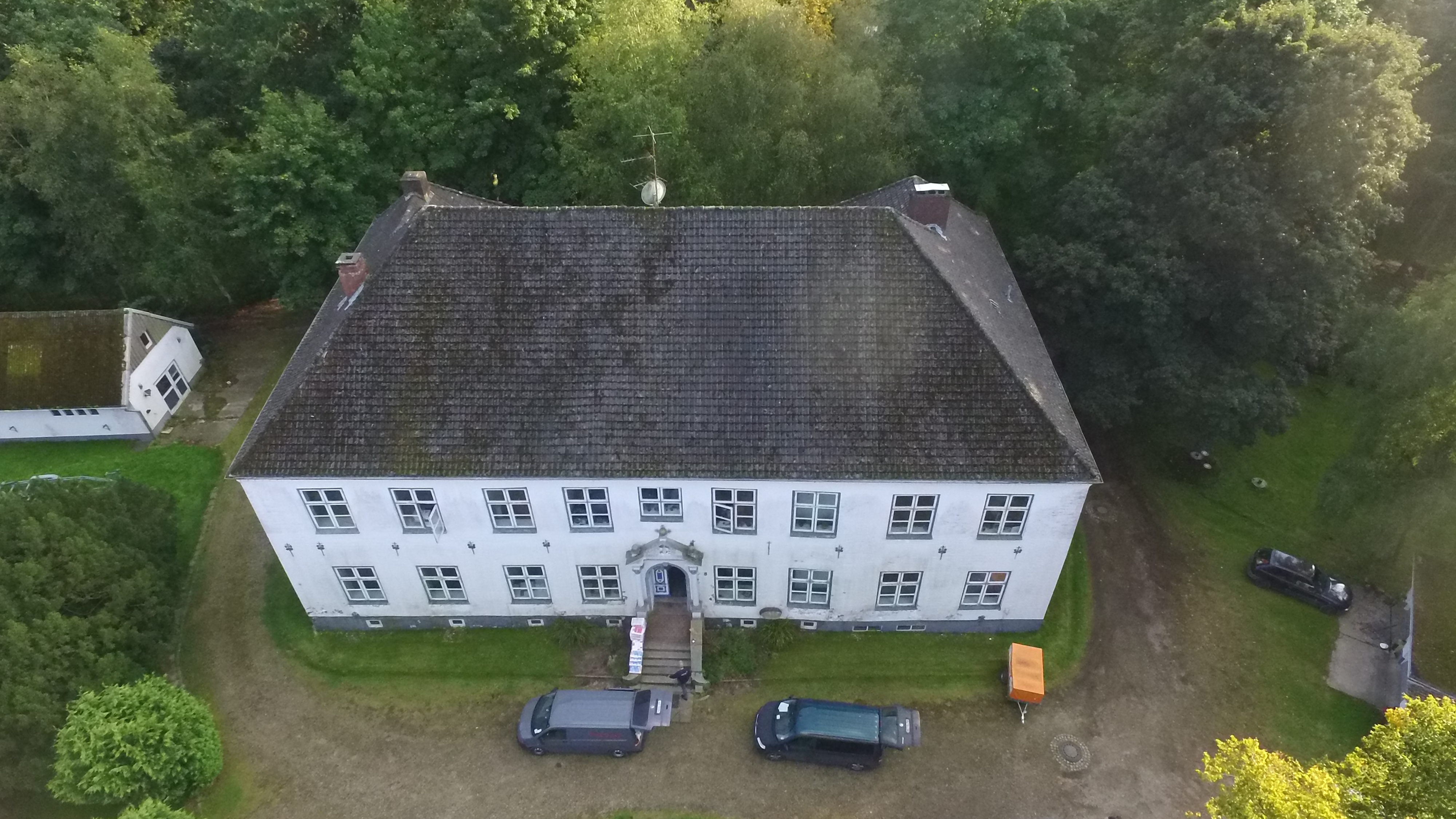
Herrenhaus Klein Nordsee 2016

## Leben
Als Sohn des Wilhelm von Ahlefeldt aus schleswig-holsteinischen Uradel auf Klein Nordsee (Felde) geboren, war er um 1770 königlicher Lieutnant. Später Doctor der Rechte und seit 1791 Erbherr auf Klein Nordsee und Flarup wurde er am 26. August 1792 zum Propst des Damenstiftes Kloster Preetz gewählt und verwaltete dieses Amt bis 1836. Er war damit Rechtsvertreter des Stifts und zuständig für das Schulwesen in der Probstei. Unter seiner Prälatur wurde am 12. Dezember 1794 die Preetzeer Schulbibliothek angelegt. 1799 verkaufte Ahlefeldt das Gut Klein Nordsee für 4000 Reichstaler an den Grafen von Schimmelmann. Die Zinsen (???) stiftete er für die Armen auf dem Gut und für die Lehrer in Felde und Achterwehr. In dem von Ahlefeldt verantworteten Schulwesen hatte der Pastor von Schönberg Johann Georg Schmidt die direkte Aufsicht über die Lehrer in der Region. Unter diesen war der Lehrer Peter Plett, der 1791 die Kuhpocken-Impfung entdeckte und anwandte. Als Plett wegen seiner Alkoholprobleme den Unterricht nicht mehr ausüben konnte, setzte sich Ahlefeldt 1820 persönlich dafür ein, dass Plett in Stakendorf mit Wohnung und Pension versorgt wurde.
Von Ahlefeldt vermählte sich am 2. August 1782 mit Elisabeth Anna Louise von Wedderkop (1765–1836), einer Enkelin von Gottfried von Wedderkop. Am 28. Januar 1817 wurde er zum Conferenzrath berufen (Rang Klasse 1. Nr. 13). Am 1. November 1828 erhielt er das Großkreuz des Dannebrogordens verliehen.